# Apostazie

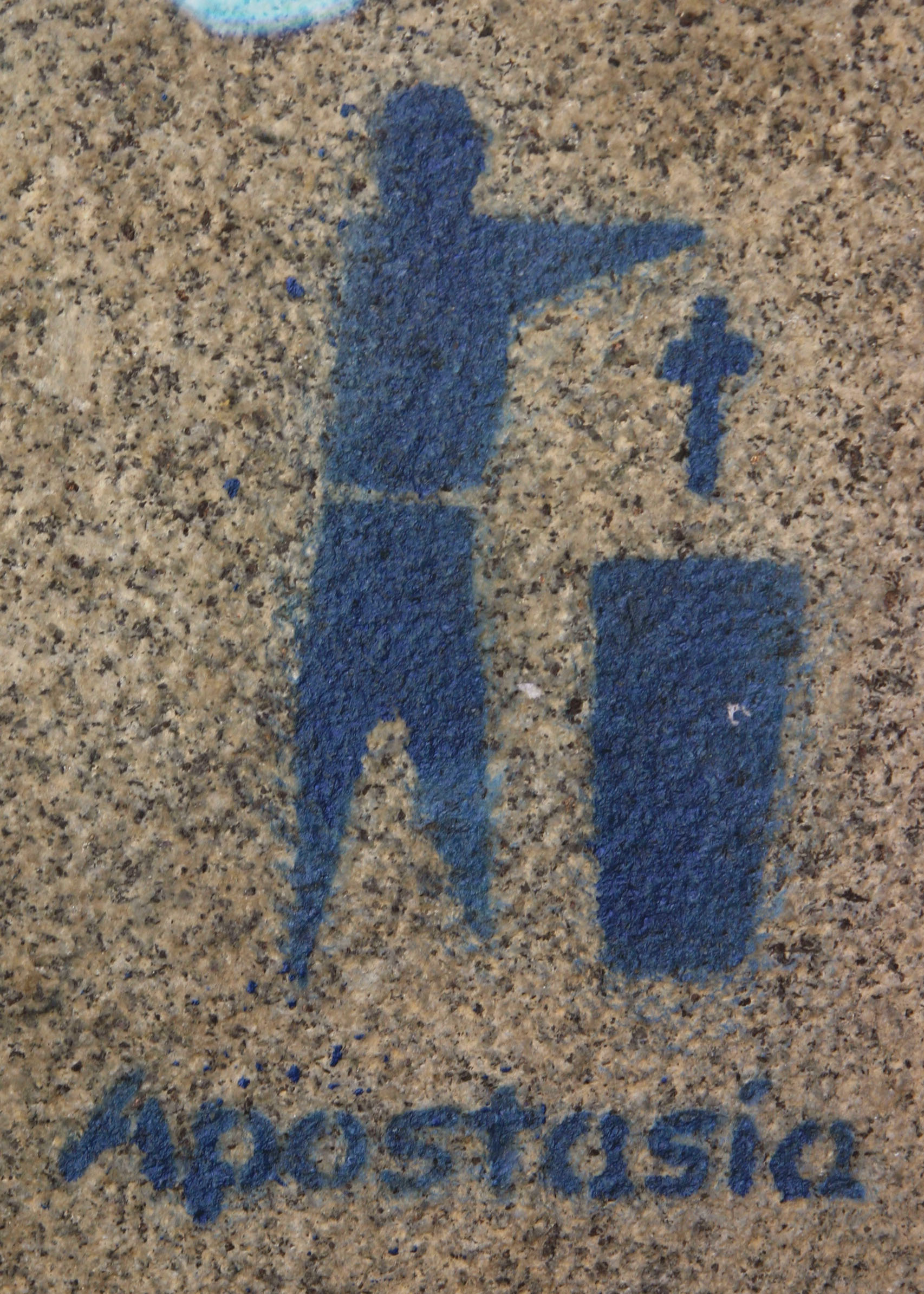
Logo-ul Campaniei pentru apostazia colectivă din Spania, care solicită dezamăgirea din partea Bisericii Catolice

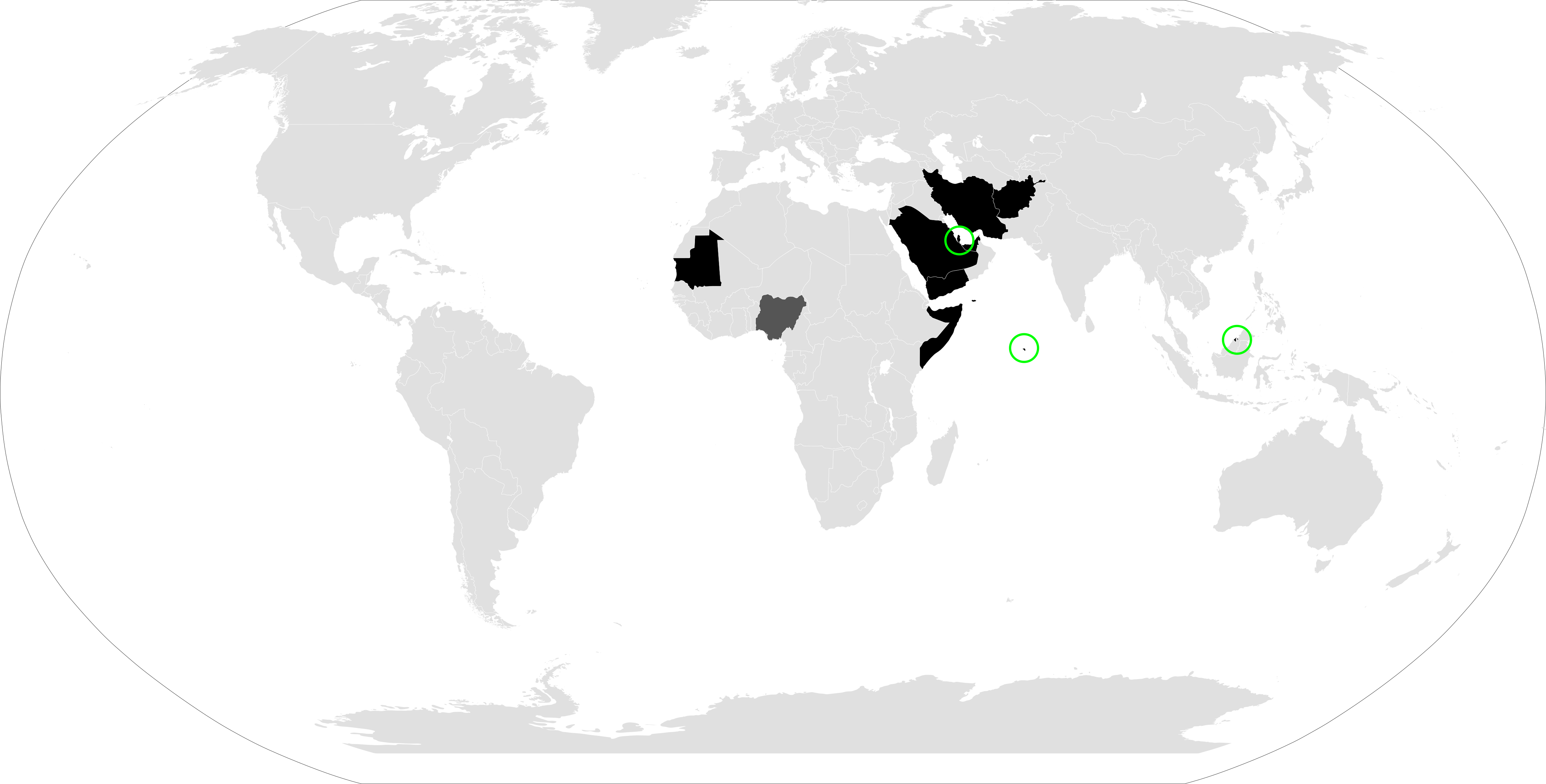
Statele cu pedeapsa cu moartea pentru apostazie

Apostazia este un termen care se referă la renunțarea formală la o anumită religie de către o persoană sau mai multe. La modul general este renunțarea parțială sau totală  la principiile unui anumit cult deși ea nu este recunoscută oficial în orice credință. Apostazia poate însemna și renegare a unei doctrine sau concepții.

## În catolicism
Apostazia în catolicism reprezintă renunțarea  parțială sau totală la principiile catolicismului. Catolicii cred că prin botez noului-născut i se oferă o legătură indisolubilă cu Hristos pe care nici un păcat nu o poate rupe. De aceea apostaziați sunt recunoscuți oficial ca membri ai biserici deși crezul lor a fost zdruncinat ori modificat din diverse cauze.Singurul mod prin care un apostaziat poate fi exclus din biserică este prin excomunicare. Apostazia poate avea diverse cauze iar aceasta se manifestă prin încetarea traiului obișnuit de creștin practicant și apariția unei noi mentalități în  care principiile și morală creștină   sunt ori lipsite de importanță ori li se acordă un interes nesemnificativ. Apostaziatul nu trebuie confundat cu lapshedul catolic,care poate să își practice credința dar nu cu regularitate ori să nu practice dar fără să renunțe la majoritatea principiilor creștine. Apostaziați nu sunt un grup oficial și nu apar pe nici o statistică oficială.